# 生日快樂 (泰國電視劇)
《生日快樂》，為泰國GMM 25與LINE TV於2018年10月7日起播出的奇幻愛情電視劇，由Push、Mild及Pluem主演。
此劇由GMMTV與製作公司Nar-ra-tor合作拍攝，在2018年2月GMMTV的「Series X」活動上公開先導預告片。其後，此劇於2018年10月在GMM 25電視台及LINE TV首播，同年12月終映。

## 劇情簡介
2001年，在Thannam離世的同一天Tonmai出生，自此弟弟Tonmai的生日就是姐姐Thannam的忌日。Tonmai和Thannam的爸爸一直對此耿耿於懷，從未為兒子慶祝生日。在十七歲生日當日，Tonmai搬進了Thannam的房間，開始和Thannam有了連結。透過Tonmai，Thannam逐漸想起當年自殺的原因，也實現了想再次與媽媽見面的心願。同時，Thannam的前男友Tee在她去世後，雖然成為大明星，但在華麗的背後，卻因愛人死亡造成極大打擊，每天靠酗酒才能入睡，即使在Thannam死後十七年仍對她念念不忘。當Thannam透過Tonmai再次在他面前出現時，他的生活開始改變。

## 演員陣容
註：括號內的演員姓名為小名。

### 主要人物
- 普提查·克瑟辛（Push）飾演 Tee

陂諾皮帕·帕塔納汕他儂（Plustor，青年）
當紅明星，Thannam的初戀，在Thannam死後心情極度低落，過著表面光鮮的日子，實際內心已嚴重受創。
- 娜帕拉·吉拉威宋謄功（Mild）飾演 Thannam

Tee的初戀，Tonmai同父異母的姐姐，在2001年3月13日去世，自此成為鬼魂被困在房間十七年，直至Tonmai在生日時獲得房間鎖匙而開啓兩人的連接，並開始得悉自己死去的真相。
- 吳夢凡（Pluem）飾演 Tonmai

Thannam同父異母的弟弟，名字由Thannam起名（Tonmai意思為樹，與Tee(Tree)同義），對Noinha有好感。自姐姐去世後，他從沒感受過父愛也沒過生日，和Thannam開啟接觸後，幫助姐姐解開當年去世的真相。

### 其他人物
- 塔納本·萬羅西力儂（Na）飾演 Phana

瓦奇拉維·讓維瓦（Chimon，青年）
Tee的好友，在高中母校任職體育老師，曾暗戀Thannam。表面對Tonmai很嚴厲，但其實很照顧他。
- 普洛伊湘普·素帕莎（Jan）飾演 Noinha

Chymphy的女兒，Tee的粉絲，Tonmai的青梅竹馬，現在與Top學長交往。
- 桑提蘇克·普羅米斯里（Noom）飾演 Chayt

Thannam和Tonmai的爸爸，文具店老闆，一直對女兒去世耿耿於懷，同時認為是Tee害死了女兒。他在十七年來都對Tonmai漠不關心，但實為一個不懂表達愛意的爸爸。
- 瀧蘇達·拉彎普拉瑟（Namfon）飾演 Orn

Tonmai的親母，Thannam的繼母，長期忍受丈夫對兒子的冷漠。
- 索拉朋·切特里（Ek）飾演 Tai

在高中的影印店工作，與Thannam關係很好。
- Kalaya Lerdkasemsap（Ngek）飾演 Wan

Thannam的媽媽，當年被Chayt拋棄後獨自撫養Thannam長大，後因經濟問題將Thannam交由Chayt撫養。
- Daraneenute Pasutanavin（Top）飾演 Mae Pueng

Lookgolf的媽媽，Tee曾經住過她家，對Tee如家人般看待。
- 吳俊（英语：Korn Khunatipapisiri）（Oaujun）飾演 Top

Noinha的男友，不喜歡Tonmai接近女朋友，每次看到兩人在一起時會非常不高興。
- 爱莉丝·蔡 飾演 Jane

學姐，曾為Chymphy的鄰居，Tee的初戀。與Tee交往期間在曼谷結識新男友，後來與別人結婚。
- 阿西塔·西卡玛娜（Im）飾演 Chymphy

單親媽媽，Tee的同屆同學。她在高中時生下Noinha，每當Tee有心事時都會找她喝酒聊天。
- 凯蒂帕·查娜拉（Golf）飾演 Lookgolf

Tee的經紀人，對待Tee如對待自己的弟弟一樣。
- Inthira Yeunyong 飾演 Due

副導演。

### 特別出演
- 納查特·佳塔潘（Nicky）

飾演本人，High School Reunion的主持人之一。
- 利欧·索塞（英语：Leo Saussay）(Leo)

飾演本人，High School Reunion的主持人之一。
- 巴拉奇亞·魯洛（Singto）飾演 Singto

飾演本人。
- 皮拉瓦·山坡提拉（Krist）飾演 Krist

飾演本人。
- 瓦查拉·苏克丘姆（Jennie）飾演 Jennie

飾演本人。
- 吉拉迪·塔瓦翁（Mek）飾演 Puen

## 外部連結
- GMMTV官方網站 （页面存档备份，存于）（泰文）
- MyDramaList 劇集介紹及劇評 （页面存档备份，存于）（英文）
- 豆瓣劇集介紹 （页面存档备份，存于）（中文）